# رندی هریسون
رندالف کلارک (رندی) هریسون (به انگلیسی: Randolph Clarke "Randy" Harrison) (زادهٔ ۲ نوامبر ۱۹۷۷) بازیگر آمریکایی است که بیشتر برای بازی در نقش جاستین تیلر در مجموعه تلویزیونی به عجیبی مردم شبکهٔ شوتایم شناخته می‌شود.